# Jugon
Jugon est une ancienne commune française du département des Côtes-d'Armor en région Bretagne.

## Géographie

### Localisation
Situé près de l'axe Dinan - Saint-Brieuc, le village de Jugon borde un étang de 70 ha, alimenté par quatre rivières, la Rosette, la Rosaie, la Rieule et le Vau Déhy.

### Communes limitrophes
Les communes limitrophes sont  Dolo, Lescouët-Jugon, Mégrit, Saint-Igneuc et Sévignac.

## Histoire
Le 1er avril 1973, Jugon fusionne avec Lescouët-Jugon et Saint-Igneuc pour former la commune de Jugon-les-Lacs.

## Démographie
| 1793 | 1800 | 1806 | 1821 | 1831 | 1836 | 1841 | 1846 | 1851 |
| ---- | ---- | ---- | ---- | ---- | ---- | ---- | ---- | ---- |
| 402  | 408  | 392  | 460  | 508  | 519  | 531  | 530  | 539  |

| 1856 | 1861 | 1866 | 1872 | 1876 | 1881 | 1886 | 1891 | 1896 |
| ---- | ---- | ---- | ---- | ---- | ---- | ---- | ---- | ---- |
| 571  | 597  | 565  | 597  | 533  | 547  | 553  | 556  | 534  |

| 1901 | 1906 | 1911 | 1921 | 1926 | 1931 | 1936 | 1946 | 1954 |
| ---- | ---- | ---- | ---- | ---- | ---- | ---- | ---- | ---- |
| 527  | 534  | 494  | 455  | 446  | 444  | 428  | 459  | 372  |

| 1962 | 1968 | - | - | - | - | - | - | - |
| ---- | ---- | - | - | - | - | - | - | - |
| 389  | 415  | - | - | - | - | - | - | - |

## Lieux et monuments
- L'église Notre-Dame et Saint-Étienne est l'église d'un prieuré de l'abbaye de Marmoutier dont la première pierre fut posée en 1108 par Olivier de Dinan. Elle fut reconstruite en grande partie en 1850 par l'architecte J. Ramard en conservant des éléments anciens : baies à remplages, clocher et bras sud du transept du XIVe siècle, portail ouest du XVIe siècle[3]. Le clocher couvert d'un toit en bâtière de type normand est d'un type rare en Bretagne[4]. L'édifice est inscrit au titre des monuments historiques en 1926[5],[6].